# Андецено
Андецено (італ. Andezeno, п'єм. Andzen) — муніципалітет в Італії, у регіоні П'ємонт,  метрополійне місто Турин.
Андецено розташоване на відстані близько 510 км на північний захід від Рима, 14 км на схід від Турина.
Населення — 2000 осіб (2014).
Щорічний фестиваль відбувається 25 квітня. Покровитель — святий Юрій.

## Демографія
Населення за роками:

Станом на 1 січня 2023 року в муніципалітеті офіційно проживало 178 іноземців з 26 країн, серед них 132 громадяни країн Євросоюзу.

## Сусідні муніципалітети
- Ариньяно
- К'єрі
- Марентіно
- Монтальдо-Торинезе